# Панталевон

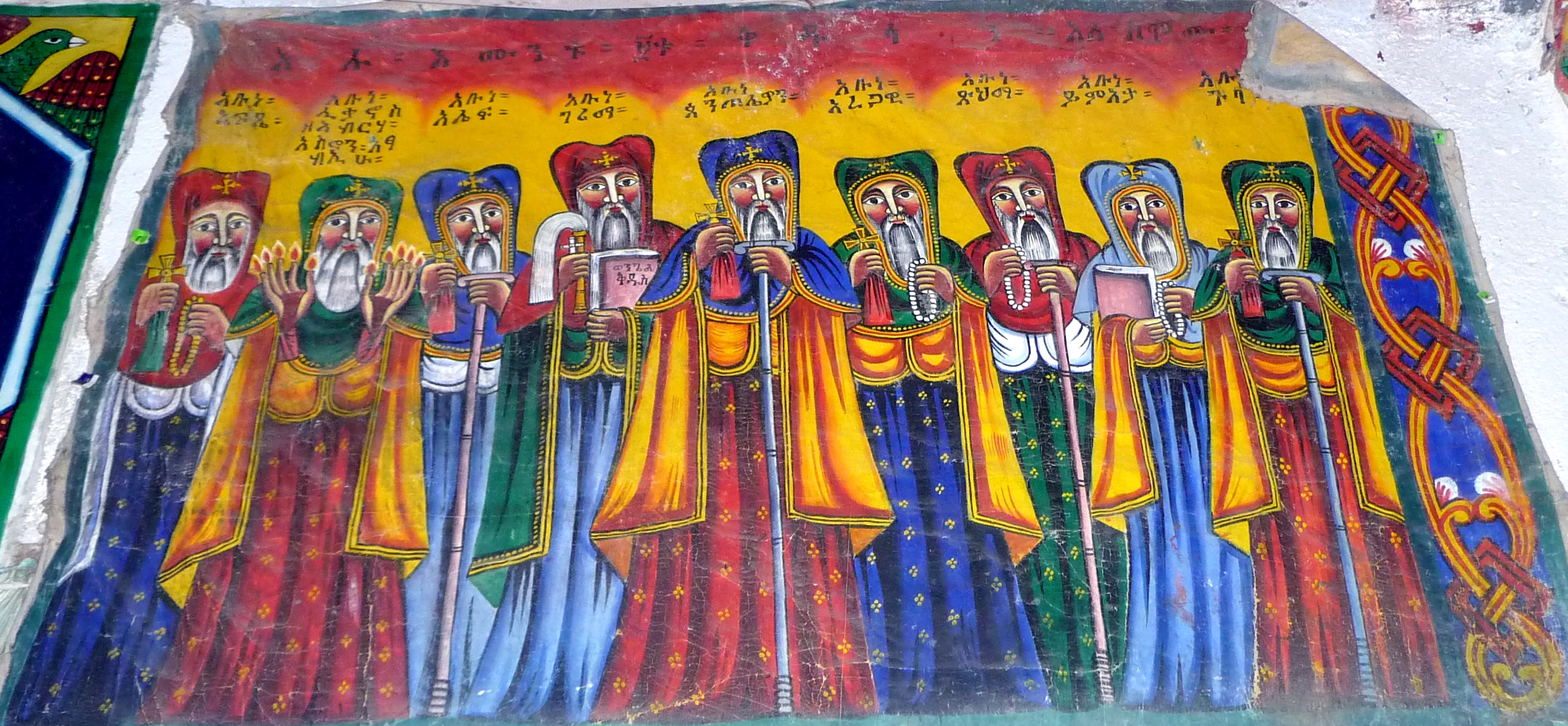
Икона девяти преподобных в монастыре Абба-Панталевон близ города Аксум, в регионе Тыграй, в Эфиопии

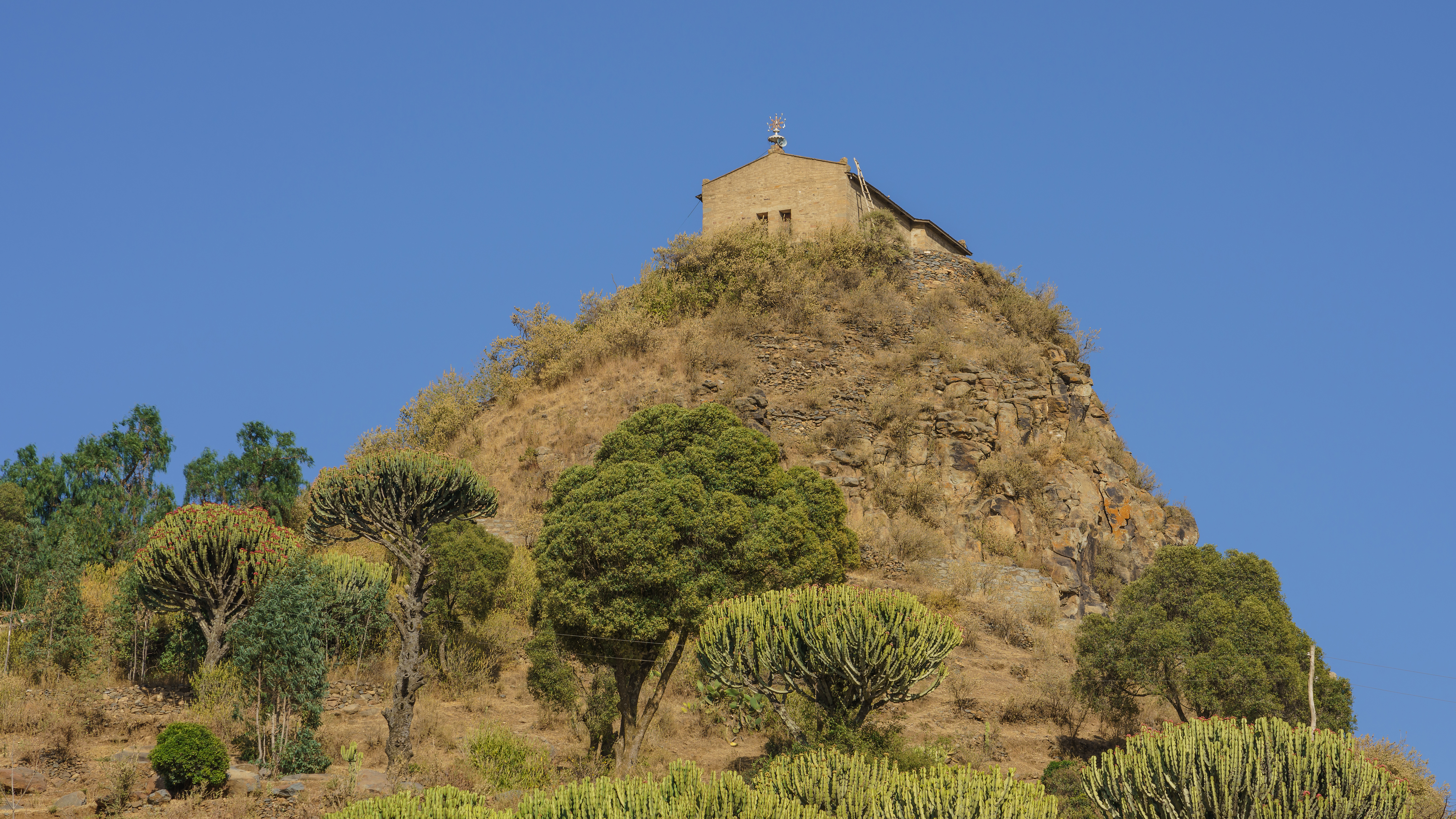
Монастырь Абба-Панталевон близ города Аксум, в регионе Тыграй, в Эфиопии

Панталевон (Пантелевон, Пантелеимон, ок. 470 — 522) — святой Эфиопской православной церкви, один из «девяти преподобных», монахов, прибывших в конце V — начале VI в. в Эфиопию (Аксумское царство) из Византии и, согласно местному церковному преданию, сыгравших решающую роль в распространении христианства на территории страны. Основатель одного из древнейших эфиопских монастырей — Абба-Панталевон на месте дохристианского городища близ города Аксум в регионе Тыграй.

## Биография
Согласно эфиопской традиции, Панталевон и За-Микаэль Арагави происходили от «римских вельмож». 
Из-за несогласия с решениями Халкидонского собора 451 года они отправились в Аксум и прибыли к царскому двору на 5-й год правления Аламеды, сына Саладобы, отождествляемого с Усанасом (Элла-Амидой). Всего в Аксум «для исправления (или улучшения) христианства» прибыло «девять преподобных» во главе с аббой (отцом) Панталевоном. «Девять преподобных» жили при дворе 12 лет. На 6-м году правления Тазены, отца Эллы-Ацбэхи (Калеба) «девять преподобных» расстались, чтобы основать обители в разных областях Эфиопии. Панталевон построил келью на холме Бет-Катин близ Аксума на территории современного региона Тыграй.
Согласно источнику «История жителей Награна и мученичество святого Хирута и его сотоварищей» — наиболее пространному церковному источнику, повествующему об истории взаимоотношений Аксума и Южной Аравии до конца первой четверти IV века, Пантелевона посетил царь Калеб перед походом против химьяритского царя Зу Нуваса. По эфиопской версии источника, ко времени его посещения царём Калебом, Панталевон провёл в пещере 45 лет. После победы и отречения от престола Калеб стал монахом и служил вместе с Панталевоном.
Пространное житие Панталевона составлено не ранее конца XIV века и изобилует анахронизмами и агиографическими штампами.
Память святого Панталевона чтится в Эфиопской церкви 6 тэкэмта (3 или 4 октября).